# 1 ربيع الآخر
- السبت
- الأحد
- الاثنين
- الثلاثاء
- الأربعاء
- الخميس
- الجمعة

- 2528 سبتمبر 2024
- 2629 سبتمبر 2024
- 2730 سبتمبر 2024
- 281 أكتوبر 2024
- 292 أكتوبر 2024
- 303 أكتوبر 2024
- 14 أكتوبر 2024
- 25 أكتوبر 2024
- 36 أكتوبر 2024
- 47 أكتوبر 2024
- 58 أكتوبر 2024
- 69 أكتوبر 2024
- 710 أكتوبر 2024
- 811 أكتوبر 2024
- 912 أكتوبر 2024
- 1013 أكتوبر 2024
- 1114 أكتوبر 2024
- 1215 أكتوبر 2024
- 1316 أكتوبر 2024
- 1417 أكتوبر 2024
- 1518 أكتوبر 2024
- 1619 أكتوبر 2024
- 1720 أكتوبر 2024
- 1821 أكتوبر 2024
- 1922 أكتوبر 2024
- 2023 أكتوبر 2024
- 2124 أكتوبر 2024
- 2225 أكتوبر 2024
- 2326 أكتوبر 2024
- 2427 أكتوبر 2024
- 2528 أكتوبر 2024
- 2629 أكتوبر 2024
- 2730 أكتوبر 2024
- 2831 أكتوبر 2024
- 291 نوفمبر 2024
- 302 نوفمبر 2024
- 13 نوفمبر 2024
- 24 نوفمبر 2024
- 35 نوفمبر 2024
- 46 نوفمبر 2024
- 57 نوفمبر 2024
- 68 نوفمبر 2024

1 ربيع الآخر أو 1 ربيع الثاني أو يوم 1 \ 4 (اليوم الأوَّل من الشهر الرابع) هو اليوم التسعون من أيَّام السنة (أو الحادي والتسعين لو كان شهر صفر مُتممًا لليوم الثلاثين) وفق التقويم الهجري القمري (العربي). يبقى بعده 264 أو 265 يومًا لانتهاء السنة.

## أحداث
- 11 هـ - خروج أسامة بن زيد على رأس جيشه الذي أمّره عليه الرسول محمد قبيل وفاته إلى شمال الجزيرة العربية، لتأمين حدودها من هجمات الروم.
- 1109 هـ - القائد الألماني الأمير أوجين يقوم بغارة على مدينة "بوسنة سري" الخاضعة للدولة العثمانية استمرت 24 ساعة، أحرق خلالها 120 مسجدا بالمدينة.
- 1046 هـ - الإيرانيون ينتصرون على العثمانيين في معركة مهران، وقد قتل في هذه المعركة الوزير العثماني كجك أحمد باشا، وقد أعاد الإيرانيون جثمانه إلى العثمانيين نظرا لشجاعته في القتال.
- 1302 هـ - القوات البريطانية تهزم دراويش محمد أحمد المهدي في معركة أبو طليح بعد خسائر فادحة منعتها عن هدفها الرئيسي وهو نجدة الجنرال تشارلز جورج غوردون في الخرطوم.
- 1366 هـ - تعيين الأمير سلطان بن عبد العزيز آل سعود أميراً لمنطقة الرياض.
- 1373 هـ - صدور العدد الأول من جريدة الجمهورية المصرية.
- 1375 هـ - ملك المغرب محمد الخامس يعود إلى الرباط من منفاه بمدغشقر.
- 1376 هـ - القوات الإسرائيلية تصل إلى قناة السويس وذلك أثناء العدوان الثلاثي على مصر.
- 1380 هـ - الإعلان عن قيام جمهورية مالي، بدلا من اتحاد مالي؛ الاسم الذي استقلت تحته تلك المنطقة.
- 1399 هـ - صدور العدد الأول من مجلة ماجد الإماراتية والمخصصة للأطفال.
- 1425 هـ - محكمة إسرائيلية تدين مروان البرغوثي بضلوعه بقتل 5 إسرائيليين.
- 1428 هـ - مقتل 183 شخصًا في أسوأ تفجير تشده العاصمة العراقية بغداد منذ بداية العمليات الأمنية فيها، بعد العزو الأمريكي للعراق.
- 1429 هـ - استمرار أحداث شغب بمدينة المحلة الكبرى بمصر لليوم الثاني على التوالي بعد الدعوة للإضراب العام.
- 1430 هـ - ملك السعودية عبد الله بن عبد العزيز يعين وزير الداخلية الأمير نايف بن عبد العزيز آل سعود نائبًا ثانيًا لرئيس مجلس الوزراء بالإضافة لمنصبه.
- 1431 هـ - إحتراق قبور كاسوبي التي دفن فيها ملوك مملكة بوغندا القديمة، الواقعة في أوغندا والمدرجة على قائمة مواقع التراث العالمي.
- 1437 هـ - توقيف زورقين حربيين للبحارة الأمريكيين بواسطة القوة البحرية لحرس الثورة الإسلامية بعد دخولهما غير المشروع إلى المياه الإقليمية الإيرانية.
- 1441 هـ - المجلس السيادي السوداني يجيز مشروع قانون يقضي بتفكيك نظام الرئيس السابق عمر البشير وإزالة تمكين حزب المؤتمر الوطني الذي حكم البلاد طيلة 30 عامًا.
- 1444 هـ - مقتل 15 شخصًا وإصابة 40 آخرين في هجوم مسلح على مسجد شاه جراغ في شيراز بإيران، وتنظيم داعش يُعلن مسؤوليّته عن الحادث.

## مواليد
- 670 هـ - محمود غازان، سلطان إلخاني.
- 1336 هـ - روحيه خالد، ممثلة مصرية.
- 1339 هـ - فوزي عبد الحافظ، عسكري مصري.
- 1350 هـ - الأمير طلال بن عبد العزيز آل سعود، أمير سعودي ومؤسس حركة الأمراء الأحرار.
- 1364 هـ - نباهت جهره، ممثلة تركية.
- 1383 هـ - محمد السادس، ملك المغرب.
- 1388 هـ - نعيمة الجزائرية، مغنية جزائرية.
- 1389 هـ - نعيم سادافي، لاعب كرة قدم إيراني.
- 1394 هـ - أشرف مصيلحي، ممثل مصري.

## وفيات
- 1290 هـ - رفاعة الطهطاوي، أحد أعلام حركة النهضة العربية والإصلاح في مصر، ومؤسس مدرسة الألسن.
- 1309 هـ - الحسين بن علي الطولقي، فقيه مالكي وصوفي عثماني جزائري.
- 1426 هـ - معروف رفيق محمود، شاعر فلسطيني.

## وصلات خارجية
- صحيفة اليوم: حدث في مثل هذا اليوم.
- موقع قصة الإسلام: حدث في شهر ربيع الأوَّل.